# Мачадо Вентура, Хосе Рамон
Хосе́ Рамо́н Мача́до Венту́ра (исп. José Ramón Machado Ventura; род. 26 октября 1930 года) — кубинский революционер и политик, второй секретарь ЦК Коммунистической партии Кубы (с 2011-2021), первый заместитель председателя Государственного совета Кубы (2008—2013). Герой Республики Куба (2013) и Герой Труда Республики Куба (2018).

## Биография

### Ранние годы жизни
Хосе Рамон Мачадо Вентура родился в 1930 году в селе Сан-Антонио-де-Лас-Вуэльтас, провинция Лас-Вильяс (ныне Вилья-Клара). Получил среднее образование в городах Камахуани и Ремедиос.
В 1953 году Мачадо окончил Гаванский университет, получив диплом врача. Ещё будучи студентом он вступил в Движение 26 июля — революционную организацию, созданную Фиделем Кастро для борьбы с установившейся в 1952 году диктатурой Фульхенсио Батисты. Участвовал в Кубинской революции, сражался под командованием Эрнесто Че Гевары и Фиделя Кастро в горах Сьерра-Маэстра. В 1958 году Мачадо, имевший тогда звание капитана, был членом отряда во главе с Рауля Кастро, отправленного в провинцию Орьенте для открытия второго фронта против войск Батисты. В Орьенте он служил в медицинской службе; за заслуги в создании сети больниц и диспансеров для нужд повстанцев он был повышен в звании до майора (команданте).

### После Кубинской революции
1 января 1959 года, после победы Кубинской революции, Мачадо был назначен директором медицинской службы Гаваны. С 1960 по 1968 годы он занимал пост министра здравоохранения Кубы: при нём в стране была построена достаточно эффективная система здравоохранения.
В январе 1968 года Хосе Мачадо вступил в конфликт с Фиделем Кастро по поводу дальнейших путей развития кубинского здравоохранения. По итогам конфликта он был снят с министерского поста и назначен делегатом Политбюро ЦК Коммунистической партии Кубы (КПК) в провинции Матансас. Он управлял провинцией три года; за время его правления в Матансасе были достигнуты значительные успехи в экономике, здравоохранении и развитии транспорта, выросли урожаи и снизилась младенческая смертность. его администрация провинции экономики и сектора здравоохранения была успешной, особенно в плане урожаев, общественного транспорта и снижения младенческой смертности. В 1971 году Мачадо стал первым секретарём комитета КПК в провинции Гавана. В 1975 году он стал членом Политбюро ЦК КПК.
В 2006 году назначен ответственным за кубинские международные образовательные программы. 10 января 2007 года представлял Кубу на церемонии инаугурации президента Никарагуа Даниэля Ортеги.
Хосе Мачадо является депутатом кубинского парламента — Национальной Ассамблеи народной власти от города Гуантанамо. 24 февраля 2008 года Национальная ассамблея народной власти избрала его первым заместителем председателя Государственного совета и председателя Совета министров. На обоих постах он стал заместителем Рауля Кастро, тогда же избранного главой кубинского государства и правительства. Кандидатуру Мачадо одобрил 601 из 609 депутатов Ассамблеи.
19 апреля 2011 года на VI съезде Коммунистической партии Кубы Хосе Мачадо был избран вторым секретарём ЦК КПК; на этом посту он также стал заместителем Рауля Кастро — первого секретаря ЦК КПК.
24 февраля 2013 года истёк его пятилетний срок на посту первого заместителя председателя Государственного совета. Тогда же его преемником на этом посту (и на совмещённом с ним посту первого заместителя председателя Совета министров) стал Мигель Диас-Канель.

## Награды
- Герой Республики Куба (с вручением Национального ордена «Плайя-Хирон»; 11 марта 2013 года)[8].
- Герой Труда Республики Куба (2018 год)[9].